# Mark Segal
Mark Allan Segal (rođen 1951.) američki je novinar. Sudjelovao je u neredima u Stonewallu i bio jedan od izvornih osnivača Gay Liberation Fronta gdje je stvorio svoj program Gay Youth. Bio je osnivač i bivši predsjednik Nacionalnog ceha gay novina te osnivač i izdavač Philadelphia Gay News. Dobitnik je brojnih novinarskih nagrada za svoju kolumnu "Mark my Works", uključujući najbolju kolumnu Nacionalnog udruženja novina, Udruženja prigradskih novina i Društva profesionalnih novinara.

## Aktivizam za prava homoseksualaca
Segal je bio sudionik nereda u Stonewallu 1969. godine i iste je godine pomogao osnovati Gay Liberation Front. Također je bio član odbora za Dan oslobođenja homoseksualca ulice Christopher koji je organizirao prvu Gay Pride paradu 1970.
Godine 1972., nakon što je izbačen iz plesnog natjecanja zbog plesa s muškim ljubavnikom, Segal je nepozvan upao na večernju emisiju vijesti WPVI-TV, akt koji je postao poznat kao "zap" i koji je pomogao popularizaciji. Akciju je ponovio tijekom mnogih drugih televizijskih emisija. Godine 1973. Segal je prekinuo emitiranje večernjih vijesti CBS-a Waltera Cronkitea kad je potrčao pred kameru i podigao žuti natpis "Gays Protesting CBS Prejudice" (Homoseksualci protestiraju protiv CBS-ovih predrasuda).
Godine 1975. je štrajkao glađu da bi promovirao donošenje zakona kojim se jamče jednaka prava homoseksualcima. Godine 1976. osnovao je Philadelphia Gay News, lezbijske, homoseksualne, biseksualne i transrodne ( LGBT ) novine na području Philadelphije. Publikaciju je nadahnuo aktivist Frank Kameny, kojeg je Segal prvi put upoznao 1970. 1988. Segal je imao televizijsku raspravu s gradskim vijećnikom Philadelphije Francisom Raffertyjem o mjesecu gay ponosa .
Segal je udružio se s Obaminom administracijom kako bi stvorio i izgradio prvu službenu stambenu zgradu za starije osobe s pristupačnom LGBT populacijom u državi. Projekt od 19,8 milijuna dolara poznat kao The John C. Anderson Apartments otvoren je 2013.
Dana 17. svibnja 2018. Segal je donirao 16 kubika osobnih papira i artefakata instituciji Smithsonian u Washingtonu.

## Knjiga
Segal je autor knjige "I tada sam plesao: Put ka LGBT jednakosti", memoara iz svog života i iskustva kao aktivista za homoseksualna prava. Knjiga je proglašena "Najboljom knjigom" od strane Nacionalnog udruženja lezbijskih homoseksualaca 2015. godine.

## Privatni život
Segal je Židov i porijeklom je iz Mount Airyja u Philadelphiji. Pohađao je školu u srednjoj školi Germantown i sveučilištu Temple. Među njegovim prijateljima je nekoliko istaknutih homoseksualnih aktivista poput Barbare Gittings, Franka Kamenyja, Harryja Haya i Troya Perryja.
Dana 5. srpnja 2014. Segal se vjenčao sa svojim 10-godišnjim partnerom Jasonom Villemezom. U to je vrijeme Villemez imao 29, a Segal 63 godine. Ceremoniju je služio sudac Dan Anders, prvi Philadelphijski sudac koji se javno izjasnio kao homoseksualac.

## Vanjske poveznice
- Profile of Mark Segal at National Lesbian and Gay Journalists Association
- Profile of Mark Segal at Philly.com
- Philadelphia Gay News website  Arhivirana inačica izvorne stranice od 27. prosinca 2017. (Wayback Machine)
- Mark Segal's official Facebook page